# National Provincial Championship Division 3 1998
La National Provincial Championship Division 3 1998 fue la decimocuarta edición de la tercera división del principal torneo de rugby de Nueva Zelanda.

## Sistema de disputa
Los equipos enfrentan a los equipos restantes de su zona en una sola ronda.
Los primeros cuatro puestos clasifican a semifinales para posteriormente disputar la final entre los dos ganadores de las semifinales, el ganador de la final se corona campeón y asciende directamente a la Segunda División.

## Clasificación
Tabla de posiciones
| Pos. | Equipo            | Encuentros | Encuentros | Encuentros | Encuentros | Tantos | Tantos | Tantos | PB | PB | Puntos |
| Pos. | Equipo            | PJ         | PG         | PE         | PP         | F      | C      | Dif    | BO | BD | Puntos |
| ---- | ----------------- | ---------- | ---------- | ---------- | ---------- | ------ | ------ | ------ | -- | -- | ------ |
| 1.º  | North Otago       | 8          | 7          | 0          | 1          | 263    | 143    | +120   | 5  | 1  | 34     |
| 2.º  | Mid Canterbury    | 8          | 7          | 0          | 1          | 314    | 112    | +202   | 4  | 0  | 32     |
| 3.º  | South Canterbury  | 8          | 5          | 0          | 3          | 143    | 112    | +31    | 1  | 1  | 22     |
| 4.º  | Horowhenua-Kapiti | 8          | 4          | 0          | 4          | 210    | 177    | +33    | 4  | 2  | 22     |
| 5.º  | Poverty Bay       | 8          | 4          | 0          | 4          | 245    | 211    | +34    | 3  | 2  | 21     |
| 6.º  | East Coast        | 8          | 4          | 0          | 4          | 139    | 164    | -25    | 3  | 1  | 20     |
| 7.º  | Buller            | 8          | 1          | 0          | 7          | 100    | 376    | -276   | 1  | 1  | 6      |
| 8.º  | West Coast        | 8          | 0          | 0          | 8          | 111    | 259    | -148   | 0  | 0  | 0      |

|  | Semifinalistas. |

### Semifinales
| 17 de octubre | North Otago | 26 - 36 | Horowhenua-Kapiti |  |  |

| 18 de octubre | Mid Canterbury | 52 - 17 | South Canterbury |  |  |

### Final
| 24 de octubre | Mid Canterbury | 18 - 13 | Horowhenua-Kapiti |  |  |

| Bandera de Nueva Zelanda |
| Campeón Mid Canterbury   |
| Segundo título           |